# Patrick Ianni
Patrick Edward Joseph Ianni (Lodi, 15 giugno 1985) è un ex calciatore statunitense, di ruolo difensore.

## Palmarès

### Club

#### Competizioni nazionali
- Campionato MLS: 1

Houston Dynamo: 2007
- U.S. Open Cup: 3

Seattle Sounders FC: 2009, 2010, 2011

#### Individuale
- Gol dell'anno della MLS: 1

2012